# Mentzelia adhaerens
Mentzelia adhaerens là một loài thực vật có hoa trong họ Loasaceae. Loài này được Benth. mô tả khoa học đầu tiên năm 1844.